# CRH5
Le CRH5 est un train à grande vitesse de la famille des Pendolino, dérivé de l'ETR 600 d'Alstom (ex Fiat Ferroviaria). Il se distingue de celui-ci par l'absence de système d'inclinaison de caisse. 
Le China Railways CRH5 est une rame multiple à grande vitesse non pendulaire, développé pour les Chemins de fer chinois et dont la technologie a été transférée au constructeur local Changchun Railway Vehicles Co., Ltd.. Sa conception repose sur le Pendolino ETR 600 utilisé en Italie.
Le CRH5 opèrent régulièrement à la vitesse de 250 km/h,,.

## Histoire
En 2004, le Ministère des Chemins de fer chinois signe un contrat avec Alstom et CNR  Changchun Railway Vehicles pour fabriquer 60 rames de trains à grande vitesse (250 km/h). Ces trains ont été nommés CRH5A et sont le seul type de trains CRH5. 30 exemplaires supplémentaires ont été commandés en 2009 et 20 autres en 2010 pour compléter la flotte actuelle d'exploitation sur les lignes de Chine du Nord et de l'Est,. Le 26 avril 2011, le Ministère chinois a commandé 30 nouvelles rames Pendolino CRH5. 
Sur les 60 exemplaires de la première commande, les trois premières rames ont été fabriqués par Alstom en Italie dans l'ex usine de Fiat Ferroviaria de Savillan. Les six rames suivantes ont été livrées en CKD et assemblées par le constructeur chinois CNR Changchun Railway Vehicle. Les 51 derniers exemplaires restants ont été construits par CNR Changchun grâce au transfert de technologie d'Alstom. 
Le premier train CRH5-001A est sorti de l'usine de Savillan en Italie le 11 décembre 2006 et est arrivée à Dalian le 28 janvier 2007. La première rame CRH5A fabriquée par CNR Changchun (CRH5-010A) a été livrée en avril 2007. 
Les rames CRH5A ont été mises en service à partir du 18 avril 2007, date du sixième anniversaire de l'ouverture de la ligne à grande vitesse Beijing-Harbin. Dans les années suivantes, elles ont été aussi mises en service sur les nouvelles lignes à grande vitesse Jinan-Qingdao et Shijiazhuang-Taiyuan. 
Chaque rame Pendolino CRH5A comporte huit voitures. Les 12 premières rames 001A-012A comprennent une voiture de première classe (ZY), six voitures de deuxième classe (ZE), et une voiture-restaurant (ZEC). Les séries suivantes comportent deux voitures de première classe (ZY) et six voitures de deuxième classe (ZE). 
Les trains de CRH5A connurent un certain nombre de défaillances dans les premiers mois d'utilisation. Ces défaillances ont été attribuées aux nouvelles technologies introduites sur CRH5A et une période d'essais et mise au point trop brève lors de la première livraison,.

## CIT001
Le 2 avril 2007, l'Académie chinoise des sciences ferroviaires a commandé un train d'essai à haute vitesse basé sur du Pendolino CRH5. Le nom officiel donné à cette rame est "Train Code Zero Test Complet", d'où le nom de code CIT001. Ce train est équipé de dispositifs spéciaux pour surveiller l'état de la voie ferrée, la force roue-rail, la caténaire, les systèmes de communication et de signalisation. Le train est peint en jaune et blanc et a commencé ses essais le 1er juillet 2007.

## Affectation des rames
| Pendolino CRH5A                                   |    | |                                                     |            |
| Beijing Railway Bureau                            | 21 | CRH5-005A、CRH5-007A、CRH5-009A、CRH5-018A、CRH5-021A、 CRH5-028A、CRH5-029A、CRH5-046A ～ CRH5-055A、 CRH5-063A、CRH5-064A、CRH5-090A、CRH5-091A                                                     | Jingha Railway、Jingguang Railway                   |            |
| Jinan Railway Bureau                              | 18 | CRH5-061A、CRH5-062A、CRH5-065A ～ CRH5-080A | Jiaoji Passenger Railway                            |            |
| Zhengzhou Railway Bureau                          | 14 | CRH5-034A ～ CRH5-043A、CRH5-056A、CRH5-057A、 CRH5-059A、CRH5-060A | Longhai Railway、Jingguang Railway、 Jinghu Railway |            |
| Shenyang Railway Bureau                           | 30 | CRH5-001A ～ CRH5-004A、CRH5-006A、CRH5-008A、 CRH5-010A ～ CRH5-017A、CRH5-024A ～ CRH5-027A、 CRH5-031A、CRH5-032A、CRH5-058A、 CRH5-081A ～ CRH5-085A、CRH5-088A、CRH5-089A、 CRH5-092A、CRH5-093A | Jingha Railway                                      |            |
| Harbin Railway Bureau                             | 6  | CRH5-019A、CRH5-020A、CRH5-022A、 CRH5-023A、CRH5-030A、CRH5-033A | Jingha Railway                                      |            |
| Taiyuan Railway Bureau                            | 4  | CRH5-044A、CRH5-045A、CRH5-054A、CRH5-055A | Shitai Passenger Railway                            |            |
| Ministère du Rail - République Populaire de Chine | 1  | CIT001 |                                                     | Train test |

(Janvier 2013)